# Bisdom Taungngu
Het bisdom Taungngu (Latijn: Dioecesis Tunguensis) is een rooms-katholiek bisdom met als zetel Taungoo (voorheen Toung-ngú), in Myanmar. Het bisdom is suffragaan aan het aartsbisdom Taunggyi. 

## Geschiedenis
Het bisdom werd opgericht op 27 november 1866, als de apostolische prefectuur Eastern Burma, uit delen van het apostolisch vicariaat Burma dat in drie delen werd gesplitst en werd opgeheven. In 1890 werd het verheven tot apostolisch vicariaat. Op 27 april 1927 veranderde het van naam naar apostolisch vicariaat Toungoo.  Op 1 januari 1955 werd het verheven tot bisdom en werd suffragaan aan het aartsbisdom Yangon. Op 31 juli 1996 veranderde het van naam bisdom Taungngu. Op 17 januari 1998 veranderde het van kerkprovincie en werd suffragaan aan het nieuw verheven aartsbisdom Taunggyi. 
Het verloor gebied bij de oprichting van de apostolische prefectuur Kengtung (1927) en het bisdom Taunggyi (1961). 

## Parochies
Het bisdom had in 2022 een oppervlakte van 49.600 km2 en telde 3.598.000 inwoners waarvan 1,2% rooms-katholiek was.

## Ordinarii

### Prefecten
- Eugenio Biffi (1867 - 7 februari 1882)
- Tancredi Conti (12 februari 1882 - 1889)

### Apostolisch vicarissen
- Rocco Tornatore (apostolisch provicaris: 11 december 1887, apostolisch vicaris: 26 november 1889 - 26 januari 1908)
- Emmanuel Sagrada (18 mei 1908 - 1936)

### Bisschoppen
- Alfredo Lanfranconi (apostolisch vicaris: 1 juli 1937, bisschop: 1 januari 1955 - 26 november 1959)
- Sebastian U Shwe Yauk (21 maart 1961 - 13 juli 1988)
- Isaac Danu (1 september 1989 - 16 juli 2023; hulpbisschop sinds 4 juni 1984)
- John Saw Gawdy (16 juli 2023 - heden; coadjutor sinds 29 juni 2020)